# Županc
Županc je priimek več oseb:
- Ivan-Johan Županc (1915-1943), slovenski koroški partizan
- Tatjana Avšič-Županc (*1957), slovenska mikrobiologinja in akademičarka